# Xã Hooker, Quận Gage, Nebraska
Xã Hooker (tiếng Anh: Hooker Township) là một xã thuộc quận Gage, tiểu bang Nebraska, Hoa Kỳ. Năm 2010, dân số của xã này là 184 người.